# Konská (okres Žilina)
Konská (Hongaars: Kunfalva) is een Slowaakse gemeente in de regio Žilina en maakt deel uit van het district Žilina.
Konská telt 228 inwoners.